# Caroline Auguste Fischer
Caroline Auguste Fischer, geb. Venturini geschiedene Christiani, (* 9. August 1764 in Braunschweig; † 26. Mai 1842 in Frankfurt am Main) war eine deutsche Schriftstellerin und Frauenrechtlerin.

## Leben
Caroline Auguste Venturinis Familie war väterlicherseits wahrscheinlich italienischer Herkunft. Vater Karl Venturini (1735–1801) war Kammermusiker am herzoglichen Hofe in Braunschweig, ihre Mutter Charlotty geb. Köchy war die Tochter eines Schneiders. Ihr Bruder Karl Heinrich Georg Venturini war ein bekannter Theologe und Schriftsteller des frühen 19. Jahrhunderts. Ihre anderen drei Geschwister starben jung.
In erster Ehe war sie spätestens ab 1791 mit dem Pastor Christoph Johann Rudolph Christiani (1761–1841) verheiratet. Christiani war ab 1793 deutscher Hofpfarrer in Kopenhagen und leitete dort eine Knabenschule, an der ihr Bruder Karl einige Jahre unterrichtete. Der Jurist und Politiker Rudolf Christiani (1797–1858) ist beider Sohn. Eine schon 1792 in Kahleby geborene Tochter starb dreijährig 1795. Während der Zeit in Kopenhagen bewegte sie sich in den Kreisen dänischer und deutscher Künstler. Befreundet war sie u. a. mit dem Schriftsteller Jens Immanuel Baggesen.
Im Jahre 1801 wurde sie von Christiani schuldig geschieden und musste deshalb ihren Sohn bei seinem Vater lassen. Caroline Auguste Christiani, auch Caroline Auguste Ferdinande Christiani genannt, ging daraufhin nach Dresden. Im selben Jahr begann sie zu schreiben und wurde dadurch bald bekannt. Zu dieser Zeit lebte sie bereits mit Christian August Fischer (1771–1829), Kaufmann, Schriftsteller und seit 1804 Professor in Würzburg, zusammen, mit dem sie 1803 einen Sohn Albert hatte. Sie lebten getrennt, heirateten aber schließlich 1808 doch, wohl damit der Sohn als ehelich galt. Die Ehe wurde nach nur sieben Monaten Dauer 1809 wieder geschieden. Er gab selbst zu, dass ihr höheres Alter ihn abstieß und er mit ihrer Berühmtheit überfordert war.
Obwohl Fischer als schuldiger Teil bei der Scheidung Unterhalt zu zahlen hatte, kam Caroline Auguste Fischer in finanzielle Schwierigkeiten. Nachdem sie bereits 1801 erste Romane veröffentlicht hatte, arbeitete als Schriftstellerin, 1816 wurde ihr geschiedener Mann von der Universität entlassen und stellte daraufhin die Unterhaltszahlungen ein, so dass sie immer weniger Zeit für das Schreiben aufbringen konnte. Bis 1820 verfasste sie noch Erzählungen und Zeitungsartikel, danach verdiente sie ihr Geld als Leiterin eines Erziehungsheims in Heidelberg und als Leihbuchhändlerin in Frankfurt am Main. In späteren Jahren litt sie an Melancholie, weshalb sie 1832 für einige Wochen in ein Hospital aufgenommen wurde. Anschließend zog sie zu ihrem Sohn Albert nach Frankfurt am Main. Nach Alberts Tod zwei Jahre später ist nichts mehr über sie bekannt. 1842 starb sie vollkommen verarmt im Frankfurter 'Hospital zum Heiligen Geist'.

## Werk
Caroline Auguste Christiani begann nach ihrer Scheidung von Christiani zu schreiben. In ihrem, wohl auch autobiographisch beeinflussten, Werk stellt sie das Spannungsverhältnis zwischen den Geschlechtern dar, wobei sie traditionellen weiblichen Rollenbildern neue, alternative Lebensentwürfe gegenüberstellt, die zumeist der Idealvorstellung der Frau im frühen 19. Jahrhundert vollkommen entgegenstehen. Entsprechend der Forderung nach Gleichheit, die in der Französischen Revolution nur für Männer galt, verlangte sie auch für Frauen das Recht auf einen eigenständigen Lebensentwurf – der aber durchaus auch die traditionelle Ehe sein kann.
Ihr Erstlingswerk Gustavs Verirrungen veröffentlichte sie anonym. Sie erzählt aus der Perspektive der männlichen Hauptperson, die Gefühle eines Mannes gegenüber verschiedenen Frauen in seinem Leben. Immer wieder idealisierte er sie und ist dann abgestoßen, wenn er anstelle des Ideals eine echte, selbständige Person entdeckt. Gustav erkennt beschämt die gesellschaftliche Kluft zwischen den Geschlechtern. Geläutert – und geschlechtskrank – kehrt er zu seiner ersten großen Liebe zurück, will sich dann jedoch scheiden lassen, als das Ideal der Ehe wegen ihrer Kinderlosigkeit nicht erfüllt und er glaubt, seine Frau dadurch unglücklich zu machen. Wie die bisherigen Frauen kommt auch seine Ehefrau in seiner Vorstellungswelt mit ihren Wünsche nicht vor. Das Buch endet mit Gustavs frühem Tod und der kinderreichen zweite Ehe seiner Witwe.
Ihr ebenfalls nicht lange nach der Scheidung entstandener Briefroman Die Honigmonathe ist eine Antwort auf Wilhelmine Karoline von Wobesers Schrift Elisa, oder das Weib, wie es seyn sollte, seinerzeit ein Bestseller, in dem von Wobeser das Idealbild einer selbstlosen Frau entwirft. Caroline Augustes Lebensgefährte Fischer hatte zur 5. Auflage 1800 einen Anhang verfasst, in dem er die Herrschaftsrechte des Mannes herausstellte und Unterwürfigkeit von der Frau forderte. Caroline Auguste Christianis Die Honigmonathe erschien anonym. Die weibliche Hauptperson, die tugendhafte, sanfte Julie, ist wie in Elisa in einer unglücklichen Vernunftsehe gefangen und opfert sich doch gerne für ihren unsympathisch geschilderten, egoistischen Mann auf, anstatt sich für die Liebe zu einem anderen zu entscheiden. Ihre Freundin Wilhelmine verwahrt sich dagegen gegen das zeitgenössische Frauenbild, verweigert eine arrangierte Ehe und fordert stattdessen eine Ehe auf Zeit und das Recht einer Frau, ihre Kinder nach der Scheidung zu behalten. Sie drängt Julie sich zur Wehr zu setzen und mahnt sie, keine „Elise“ zu werden. Während am Ende Julie als Witwe zurückbleibt, findet Wilhelmine ihre Liebe.
In Der Günstling beschäftigte sie sich mit der Frage, wie Frauen mit Macht und Männer mit mächtigen Frauen umgehen. Die Hauptperson, die Herrscherin Iwanova, erinnert an Katharina die Große. Ihr gegenüber steht die junge Maria, die Verkörperung des Rousseau`schen Frauenideals. Beide Frauen sind mit Fürst Alexander verbunden, aus dessen Perspektive erzählt wird. Der Fürst weist die Liebe der Herrscherin ab, erst, weil ihm seine Karriere wichtiger ist, dann, weil er Marias selbstlose Liebe erkannt hat. Iwanova erlaubt ihnen die Ehe, ermordet das Paar aber in der Hochzeitsnacht. Trotzdem ist die Darstellung der Iwanova positiv. Es ist Alexander, der mit der starken Frau nicht zurechtkommt.
In Margarethe sind es zwei Frauen, die sich gegen die Ehe entscheiden: Die Tänzerin Rosamunde will lieber frei sein für die Kunst und Margarethe entscheidet sich gegen die Liebe eines Fürsten und den damit verbundenen gesellschaftlichen Aufstieg und widmet sich der sozialen Arbeit.
In ihrer Erzählung William der Neger von 1817 wird ein Schwarzer zur Hauptfigur: William, ein befreiter Sklave und Schützling des reichen Engländers Sir Robert, verliebt sich in Molly, die Tochter eines verarmten Kaufmanns. Die Liebesgeschichte scheitert jedoch, allerdings nicht in erster Linie an den Vorurteilen von Mollys Verwandten, sondern daran, dass Robert, der eigentlich als Liebesbote für seinen Freund dienen will, sich selbst in Molly verliebt. William verlässt Molly und wird zu einem Anführer der Revolution, die aus der französischen Kolonie Saint-Domingue den ersten von Schwarzen regierten Staat Haiti macht. Fischer spricht sich, obwohl sie den zeitgenössischen Rassismus nicht völlig ablegt, deutlich gegen die Sklaverei aus und für die Menschenrechte aller Menschen aus.
Zwischen 1816 und 1820 veröffentlichte sie noch einige Erzählungen in Zeitschriften, danach nichts mehr. Carl Wilhelm Otto August von Schindel schrieb in seinem Buch Die deutschen Schriftstellerinnen des neunzehnten Jahrhunderts von 1825 über sie: „Seit 18 Jahren sammelt sie nicht fremde, sondern eigene Gedanken zu einem Werke: über die Weiber; wenn und ob es erscheinen wird, vermag sie bei ihren Verhältnissen nicht zu bestimmen.“ Dieses Werk ist nicht mehr erschienen.

## Werke

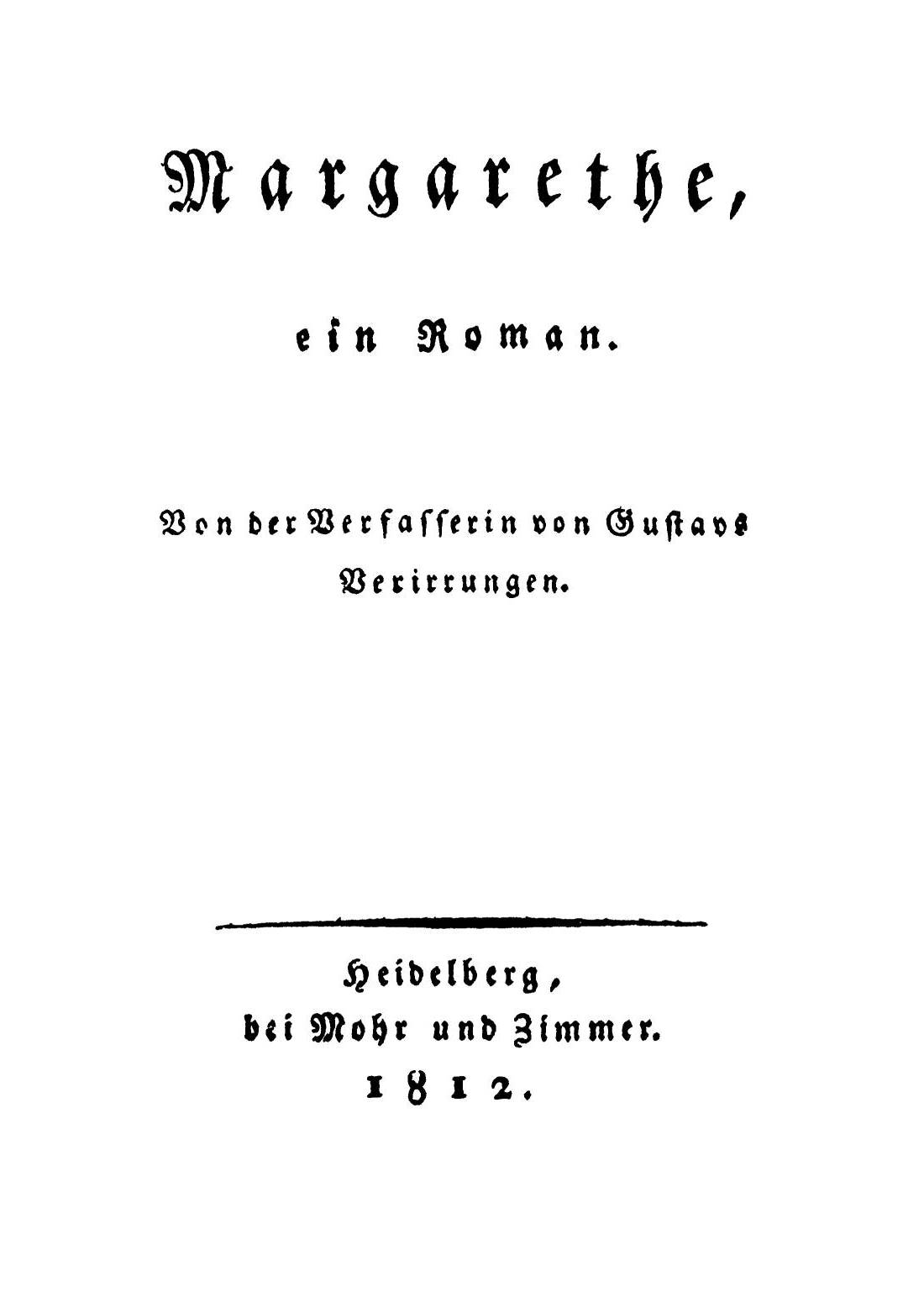
Titelblatt von Margarethe, 1812

- Gustavs Verirrungen. Roman 1801. Neuausgabe Hofenberg, Berlin 2015, ISBN 978-3-8430-9499-3.
- Vierzehn Tage in Paris. Märchen 1801. Neuausgabe Hofenberg, Berlin 2015, ISBN 978-3-8430-9497-9.
- Mährchen. In: Journal der Romane. St. 10. Berlin, 1802 (Digitalisat und Volltext im Deutschen Textarchiv). Neuausgabe Hofenberg, Berlin 2015, ISBN 978-3-8430-9493-1.
- Krauskopf und Goldlöckchen. Märchen 1802
- Selim und Zoraïde. Märchen 1802
- Paridamia oder die Krebsscheeren. Märchen 1802
- Die Honigmonathe. Zwei Bände. 1802 und 1804. Neuausgabe in einem Band, Hofenberg, Berlin 2015, ISBN 978-3-8430-9481-8.
- Der Günstling. 1809. Neuausgabe Hofenberg, Berlin 2015, ISBN 978-3-8430-9495-5.
- Margarethe. Roman 1812. Neuausgabe Hofenberg, Berlin 2015, ISBN 978-3-8430-9515-0.
- Kleine Erzählungen und romantische Skizzen. 1819 (Inhalt: Riekchen, William der Neger, Mathilde, Saphir und Marioh und Justin).